# Guatteria latisepala
Guatteria latisepala este o specie de plante angiosperme din genul Guatteria, familia Annonaceae, descrisă de Robert Elias Fries. Conform Catalogue of Life specia Guatteria latisepala nu are subspecii cunoscute.